# 淡黄荚蒾
淡黄荚蒾（学名：Viburnum lutescens）是五福花科荚蒾属的植物。分布于缅甸、马来半岛、印度尼西亚、中南半岛以及中国大陆的广西、广东等地，生长于海拔180米至1,000米的地区，常生于灌丛中、山谷林中以及河边冲积沙地上，目前尚未由人工引种栽培。
其种加词“lutescens”意为“浅黄色的”。

## 别名
黄荚蒾（海南植物志）